# 4-та гвардійська армія (СРСР)
Четве́рта гварді́йська а́рмія (4 гв. А) — загальновійськова гвардійська армія у складі Збройних сил СРСР під час німецько-радянської війни з 1943 до 1945 року та післявоєнний час на території Австрії до 1955.

## Історія

### Друге формування
В січні 1944 р. 4-та гвардійська армія брала участь в Кіровоградській операції, а з 24 січня по 17 лютого діяла в напрямку головного удару фронту в Корсунь-Шевченковській операції.
Розформована армія в березні 1947 року.

## Склад військ армії
- 3-тя гвардійська повітряно-десантна дивізія
- 4-та гвардійська стрілецька дивізія
- 24-та стрілецька дивізія
- 31-ша стрілецька дивізія
- 38-ма стрілецька дивізія
- 69-та гвардійська стрілецька дивізія
- 78-ма гвардійська стрілецька дивізія
- 316-та стрілецька дивізія
- 375-та стрілецька дивізія

## Командування
- Командувач:
  - генерал-лейтенант, Кулик Г. І. (5 травня — вересень 1943)
  - генерал-лейтенант Зигін О. І. (вересень 1943),
  - генерал-лейтенант Галанін І. В. (вересень 1943- січень 1944, лютий — листопад 1944),
  - генерал-майор Рижов О. І. (січень — лютий 1944, ТВО),
  - генерал-лейтенант Смирнов І. К. (лютий 1944),
  - генерал армії Захаров Г. Ф. (листопад 1944 — березень 1945),
  - генерал-лейтенант Захватаєв Н. Д. (березень — травень 1945).